# رانغيل لوان
رانغيل لوان مواليد 11 مايو 1996 في البرازيل، هو لاعب كرة يد برازيلي يلعب كحارس مرمى. يلعب حاليا مع نادي أودريهيو سكويسك لكرة اليد.